# Logan Hutchings
Logan Dennis Hutchings (* 28. Januar 1984 in Rotorua) ist ein ehemaliger neuseeländischer Radrennfahrer.
Logan Hutchings beendete die UCI Oceania Tour 2006 auf dem zweiten Rang hinter seinem Landsmann Gordon McCauley. Bei den Commonwealth Games in Melbourne wurde er Zwölfter im Zeitfahren auf der Straße. Später bei den Straßen-Radweltmeisterschaften in Salzburg wurde Hutchings beim U23-Zeitfahren Siebter hinter dem Erstplatzierten Dominique Cornu. Das Straßenrennen fuhr er nicht bis zum Schluss.

## Erfolge
2005
- Neuseeländischer Meister (U23) – Straßenrennen, Einzelzeitfahren

2008
- Neuseeländischer Meister – Einzelzeitfahren

2009
- eine Etappe und Mannschaftszeitfahren Tour of Southland

## Teams
- 2009 Cinelli-Down Under
- 2016 Elevate Pro Cycling p/b Bicycle World